# Atto senza parole I
Atto senza parole (in lingua originale Act sans paroles) è un'opera teatrale in un atto unico scritta nel 1956 dal drammaturgo Samuel Beckett. Poiché fu composta contemporaneamente ad Atto senza parole II, che ne rappresenta quasi il seguito, è chiamata anche Atto senza parole I.
La pièce s'inserisce nella ricerca di Beckett verso la scarnificazione del testo teatrale, spogliato dei mezzi espressivi verso la pienezza dell'azione drammatica tramite "l'annullamento, l'immobilità ed il silenzio".
Insieme alla esplorazione della esistenza umana, l'opera vuole esprimere anche una tensione verso una sorta di teatro puro, inserendosi nel filone del mimo corporale contemporaneo, nato a Parigi negli anni trenta grazie ad Étienne Decroux.

## Trama
Sulla scena, in una landa desolata illuminata da una luce accecante troviamo un solo personaggio la cui identità è ignota: non ha niente neanche un nome, viene identificato con la lettera P. Da destra, da sinistra e dall'alto gli giunge il suono di un fischio che richiama la sua attenzione e ne condiziona l'esistenza: è infatti il fischio che gli permette o limita i movimenti, come fosse una sorta di comando. Vengono calati degli oggetti: un piccolo albero con un solo ramo e una chioma, un paio di grandi forbici da sarto, una caraffa con la scritta "EAU" che cercherà invano di prendere, una corda a nodi con cui cercherà inutilmente di suicidarsi dopo il fallimento dei vari tentativi di prendere la caraffa, dei cubi di varia grandezza che cercherà di utilizzare per raggiungere l'acqua. Alla fine, sfinito, caduto dal cubo sul quale era salito, si lascerà sdraiato a terra con la caraffa a due passi da lui, ma che ormai non vorrà più prendere. La violenza al personaggio sta nel fatto di aver stimolato la sua intelligenza per poi reprimere la sua volontà.

## Rappresentazioni
La prima rappresentazione avvenne a Londra al Royal Court Theatre il 3 aprile 1957, assieme alla prima di Finale di partita; la prima italiana avvenne nel 1962 per la regia di Franco Enriquez e l'interpretazione di Glauco Mauri.

## Edizioni
- Acte sans paroles I, in Fin de partie, Éditions de Minuit, Paris 1957
- Act without Words, Grove Press, New York 1958
- Atto senza parole, trad. Carlo Fruttero, in Teatro, Einaudi, Torino 1968, pp. 155–61; poi in Teatro completo, Einaudi-Gallimard, Torino 1994, pp. 167–72